# 이타코역
이타코역(일본어: 潮来駅)은 일본 이바라키현 이타코시에 위치한 동일본 여객철도 가시마 선의 철도역이다. 섬식 승강장 1면 2선의 구조를 갖춘 지상역이다.

## 타는 곳
| 1 · 2 | ■ 가시마 선 | 하행 | 가시마진구 방면                                                                            |
| 1 · 2 | ■ 가시마 선 | 상행 | 사와라 · 나리타 · 지바 · 도쿄 · 시나가와 · 요코하마 방면 (나리타선·소부 쾌속선·요코스카선) |

## 이용 현황
| 승차 인원 추이 | 승차 인원 추이 |
| 연도           | 1일 평균       |
| -------------- | -------------- |
| 2000           | 636            |
| 2001           | 626            |
| 2002           | 589            |
| 2003           | 541            |
| 2004           | 491            |
| 2005           | 456            |
| 2006           | 448            |
| 2007           | 440            |
| 2008           | 405            |
| 2009           | 405            |
| 2010           | 384            |
| 2011           | 325            |
| 2012           | 352            |
| 2013           | 393            |
| 2014           | 387            |

## 역 주변
- 일본 국토교통성 간토 지방 정비국 가스미가우라 하천 사무소
- 이타코 시청
- 이타코 스테이션 호텔

## 인접 역
| 동일본 여객철도 가시마 선   | 동일본 여객철도 가시마 선 | 동일본 여객철도 가시마 선          |
| --------------------------- | ------------------------- | ---------------------------------- |
| 주니쿄 사와라 · 가토리 방면 | ■ 가시마 선               | 노부카타 가시마 사커 스타디움 방면 |